# La Somnambule (Aumer)
Pour les articles homonymes, voir La Somnambule.
La Somnambule, ou l'Arrivée d'un nouveau seigneur est un ballet chorégraphié par Jean-Pierre Aumer et créé sur une musique de Ferdinand Herold le 19 septembre 1827 à l'Académie royale de musique.

## Historique
Le 6 décembre 1819 est créée, au Théâtre du Vaudeville à Paris, La Somnambule, une pièce de théâtre d'Eugène Scribe sur le thème alors en vogue du somnambulisme. Huit ans plus tard, Scribe en tire un livret, remanié sous le titre La Somnambule, ou l'Arrivée d'un nouveau seigneur, pour le ballet de Jean-Pierre Aumer. 
Le sujet a la faveur du public et deux autres chorégraphes, Auguste Bournonville et Charles-Louis Didelot, reprennent également le livret de Scribe en 1829 pour Copenhague et Saint-Pétersbourg. Du léger vaudeville de Scribe, Felice Romani tire ensuite le livret d'un opéra dramatique pour Vincenzo Bellini, La sonnambula, créé à Milan le 6 mars 1831. En 1859, La Somnambule revient au ballet et à Saint-Pétersbourg avec Marius Petipa. George Balanchine s'inspire à son tour de l'opéra de Bellini pour chorégraphier son ballet The Night Shadow, créé, sur une musique de Vittorio Rieti, le 27 février 1946, par les Ballets russes de Monte-Carlo au City Center of Music and Drama de New York et repris le 6 janvier 1960 sous le titre de La sonnambula par le New York City Ballet. 

## Création
Le ballet de Jean-Pierre Aumer est créé le 19 septembre 1827, sur une musique de Ferdinand Herold, à l'Académie royale de musique (Salle Le Peletier). Les rôles principaux sont dansés par Ferdinand, Mme Montessu et Amélie Legallois.